# 쓰쓰미가오카촌
쓰쓰미가오카촌(일본어: 堤ヶ岡村)은 일본 군마현 군마군에 설치되었던 촌이다. 현재의 다카사키시에 해당한다.

## 역사
- 1889년 4월 1일 - 정촌제 시행에 의해 니시군마군 쓰쓰미가오카촌이 성립하였다.
- 1896년 4월 1일 - 군 통합에 의해 군마군이 성립하여, 소속이 변경되었다.
- 1955년 4월 1일 - 고쿠후촌, 가네코정과 합병해 군마정이 되었다.